# 瀬尾育弐
瀬尾 育弐（せお やすつぐ）は、日本の医療技術者、医療工学者。駒澤大学名誉教授。

## 来歴
1968年、福岡県立修猷館高等学校卒業。1973年、慶應義塾大学工学部電気工学科卒業、1975年同大学大学院工学研究科修士課程修了。同年、株式会社東芝に入社。1998年、東芝医用システム社医用機器・システム開発センター超音波開発部主幹、2003年、東芝メディカルシステムズ超音波事業部超音波開発部主幹を経て、2005年東芝医用システムエンジニアリング参事。同年、紫綬褒章受章。
2007年、駒澤大学医療健康科学部教授。2017年、駒澤大学名誉教授。

## 受賞
- 全国発明表彰「文部科学大臣発明賞」（2003年6月）[1]
- 科学技術功労者表彰「文部科学大臣賞」（2004年4月）[1]
- 紫綬褒章（2005年5月）[1]